# KZ-Außenlager

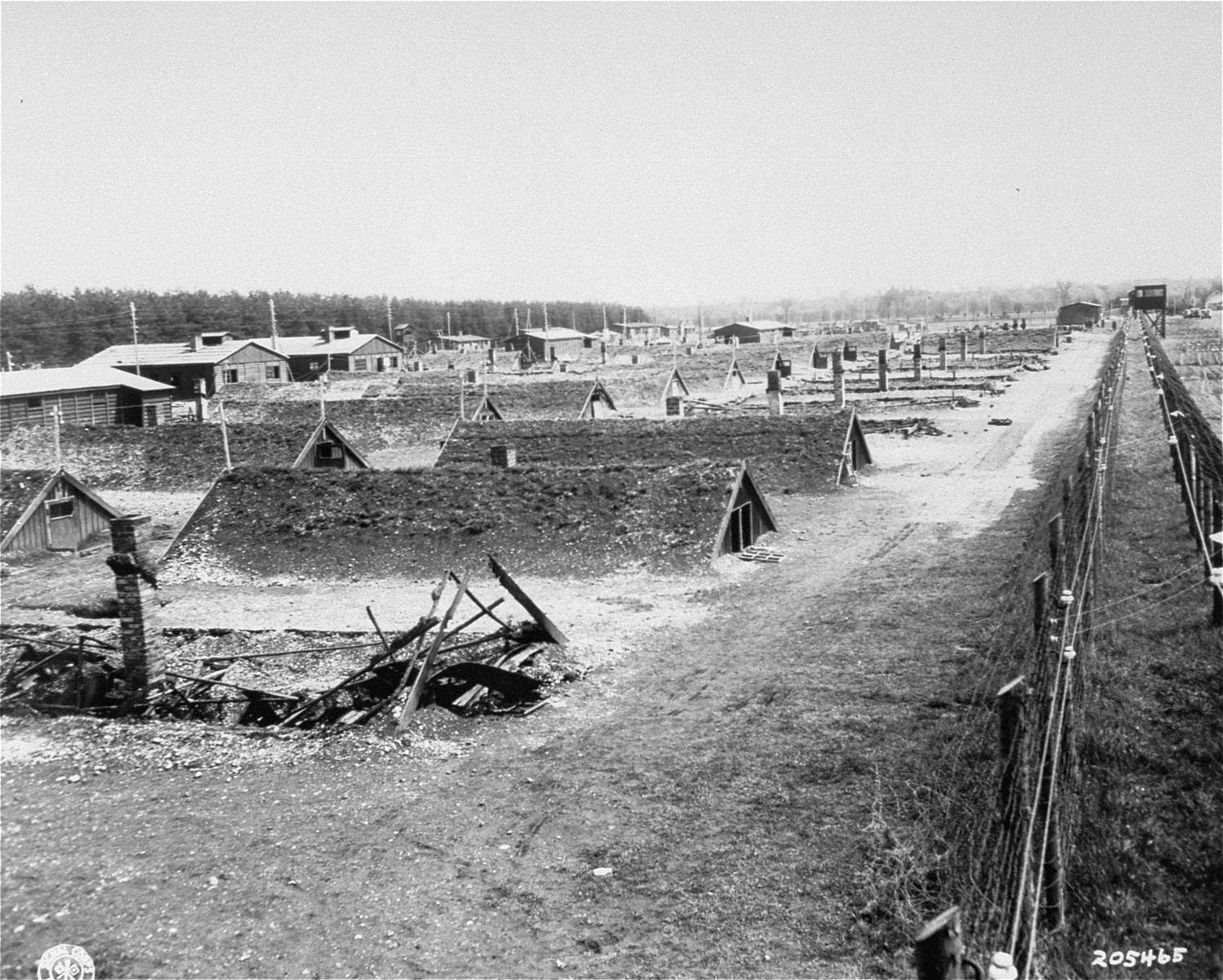
Erdhütten im KZ-Außenlager Kaufering IV – Hurlach, in denen Häftlinge untergebracht waren

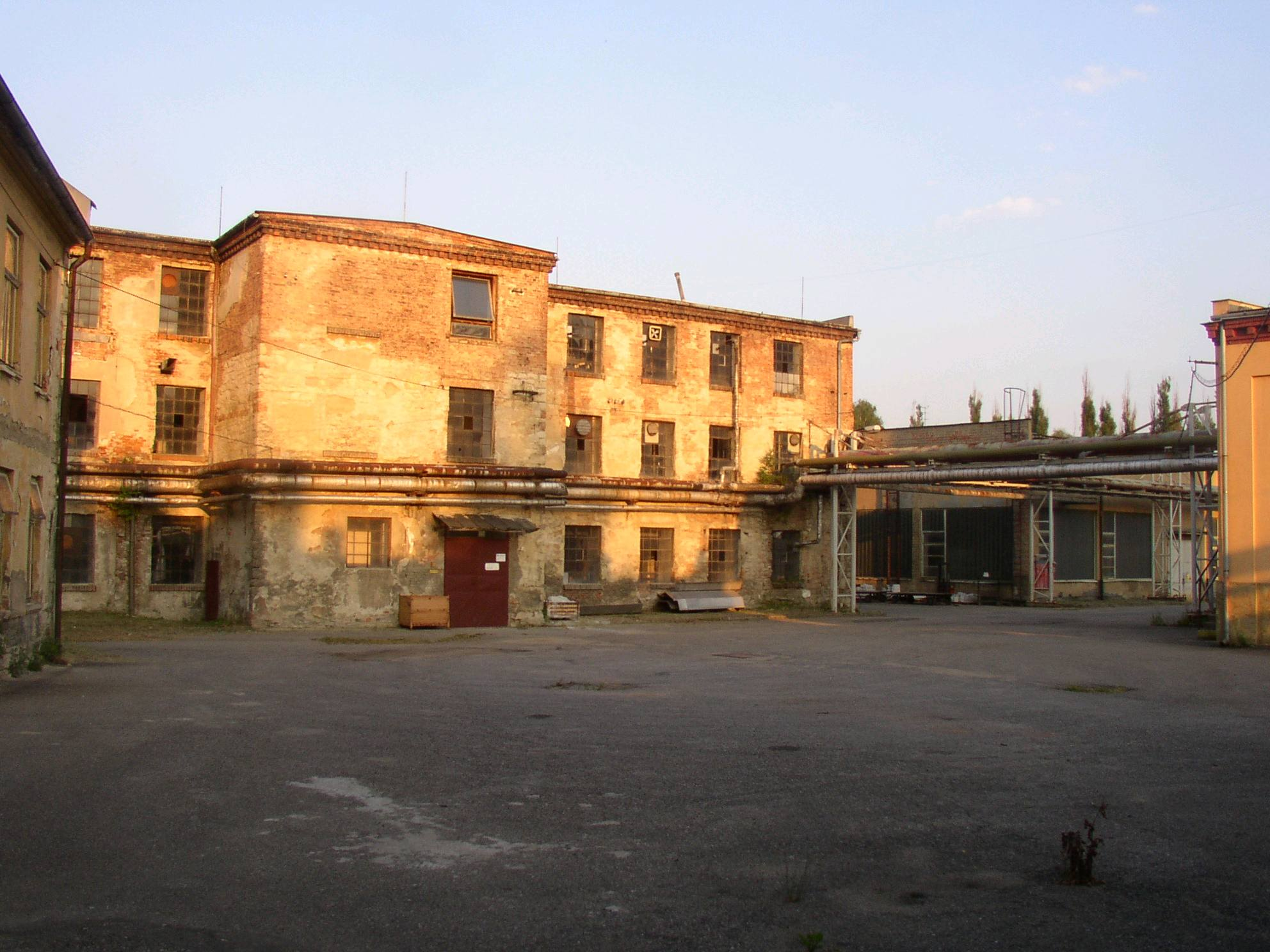
Schindlers ehemalige Fabrik (2004)

Den Begriff KZ-Außenlager als Abkürzung für einen räumlich separat liegenden Teil eines Konzentrationslagers benutzen Historiker, die das komplexe System der ehemaligen NS-Haftstätten im Deutschen Reich erforschen und beschreiben. Jedes KZ-Außenlager bzw. KZ-Außenkommando war Teil eines Konzentrationslager-Stammlagers, d. h. verwaltungstechnisch dem dortigen KZ-Kommandanten untergeordnet. Häftlingskartei und Sterberegister wurden im so genannten Stammlager geführt; auch die SS-Wachen stammten aus dem übergeordneten KZ-Stammlager und gehörten in der Regel zu einem Wachbann der Totenkopf-SS.

## Entstehung des Begriffs
Innerhalb eines KZ mussten Häftlinge Zwangsarbeit leisten. Sie sollten nicht unbeschäftigt inhaftiert sein. Die Arbeiten konnten auch sinnlos und schikanös sein, ohne dass ein wirtschaftlicher Nutzen daraus folgte. Die SS nannte die Arbeitstruppen in Anlehnung an den militärischen Sprachgebrauch Arbeitskommando oder kurz Kommando. Die spätere Geschichtsliteratur prägte den Begriff KZ-Außenlager, auch Nebenlager, und meint damit die größeren Außenkommandos, die in Lagern außerhalb des Stammlagers untergebracht waren.
Die euphemistische Bezeichnung „Arbeitslager der Waffen-SS“ war ein von der SS ab 1943 offiziell verwendeter Deckname besonders für solche KZ-Außenlager, die im Zuge der verstärkten Untertageverlagerung der deutschen Rüstungsindustrie errichtet wurden.

## KZ-Kommandos
Beispielsweise gab es im KZ Dachau ab 1940 ein Arbeitskommando Krematorium. Diese Gruppe von KZ-Häftlingen war getrennt untergebracht. Sie durften keinen Kontakt mit anderen Häftlingen haben. Die SS wollte vermeiden, dass sich die Anzahl der Toten unter den Lagerinsassen herumspricht und zu Unruhe und Aufständen, im NS-Sprachgebrauch als Meuterei bezeichnet, führt.

## KZ-Außenkommandos
Bereits das KZ Dachau, oft Muster für die Organisation späterer Konzentrationslager, war räumlich keineswegs auf den eigenen Lagerbereich beschränkt. Zu den Kommandos, die innerhalb des Lagers Arbeiten verrichten mussten, kamen bald mobile Kommandos, die außerhalb des Lagers eingesetzt wurden, etwa das Kommando Kräuterplantage oder Arbeitskommandos die zum Torfstechen eingeteilt wurden. Kommandos die mit Bauarbeiten beauftragt waren, wurden zusätzlich zur SS-Wache von Kapos beaufsichtigt. Die SS ließ Straßen, Wassergräben, Kasernen und SS-Erholungsheime erbauen. Erfolgten die Arbeiten für staatliche oder private Firmen, stellte die SS sie zugunsten der NSDAP-Hauptkasse diesen Stellen penibel genau in Rechnung. In den Kriegsjahren kamen Außenkommandos hinzu, die zum Aufräumen nach Bombenangriffen in den Städten eingeteilt wurden, z. B. das Kommando SS-Baubrigade.
Auch für private Zwecke von NS-Größen kamen KZ-Häftlinge zum Einsatz: Für Oswald Pohls Landhaus „Brüningsau“, für Himmlers Jagdhaus (Außenkommando Valepp), auch für das Landhaus von Hans Loritz, dem Kommandanten des KZ Dachau. Auch Eleonore Baur, eine Blutordensträgerin und persönliche Freundin Hitlers, bekam ein eigenes Kommando zugeteilt.
Die Einteilung zu einem leichteren oder körperlich schweren Kommando beeinflusste die Überlebenschancen der Häftlinge. Ein Kommando innerhalb eines Gebäudes, beispielsweise handwerkliche Arbeiten, war für Häftlinge erträglicher als Kommandos, die im Winter bei eisigen Temperaturen unter freiem Himmel stattfanden.
Viele Arbeitskommandos bestanden nur Wochen oder Monate und die Belegstärke variierte. Ihre Unterbringung zum Schlafen, zur Prüfung der Anwesenheit der Gefangenen beim täglichen zweimaligen Appell und zur Abrechnung der ausgehandelten fiktiven „Kosten“ beim Empfänger der Arbeitsleistung erfolgte meistens direkt im Hauptlager.

## KZ-Außenlager
Mit Kriegsbeginn setzte die SS Häftlinge verstärkt in Rüstungsbetrieben ein. Die Häftlinge waren entweder provisorisch an diversen Schlafstätten untergebracht, in anderen Fällen ließ die SS eigene Lager mit Wachtürmen und Zäunen errichten. Manche KZ-Außenlager hatten räumlich eine ähnliche Struktur wie ein KZ. In diesen Fällen gab es dort SS-Lagerführer und Funktionshäftlinge wie „Lagerältester“ oder „Blockältester“.
In vielen Fällen war die Versorgung mit Nahrungsmitteln, die sanitären Einrichtungen und die Schlafstätten schlechter als im Stammlager. Die Erbringung dieser Nebenleistungen der auswärtigen Unterbringung wurde wie die Bewachung jeweils im Gestellungsvertrag mit der begünstigten Firma etc. nach Verhandlungen festgelegt.
Jedoch auch bessere Versorgung als in den KZ-Stammlagern war möglich, sofern vom einzelnen Rüstungsbetrieb gewollt. Der Rüstungsfabrikant Oskar Schindler bewahrte so in seinem Rüstungsbetrieb KZ-Außenlager Brünnlitz über 1.200 KZ-Häftlinge vor Deportation und Ermordung und wendete dafür mehrere Millionen Reichsmark auf.
Schalm schlägt in ihrer von W. Benz betreuten Dissertation Überleben durch Arbeit? Außenkommandos und Außenlager des KZ Dachau 2008 vor, künftig genauer zwischen Außenkommandos und Außenlager der KZ als bisher anhand von der Zahl eingesetzter Häftlinge und dem Zweck und damit auch nach den Haftbedingungen zu unterscheiden.
Außenlager entwickelten sich in einigen Fällen zu neuen, eigenständigen Konzentrationslagern: Das KZ Mauthausen begann im August 1938 mit dem Eintreffen eines ersten Häftlingskommandos aus Dachau. Auch das KZ Niederhagen entstand aus einem KZ-Außenkommando. Das KZ Mittelbau-Dora war anfangs Außenlager von Buchenwald und wurde später ein eigenständiges KZ.

## Listen
Die Enzyklopädie Der Ort des Terrors verzeichnet ab Kriegsbeginn insgesamt 23 KZ-Hauptlager mit insgesamt 1.154 Außenlagern, die unter der Regie des SS-Wirtschafts-Verwaltungshauptamts (WVHA) standen. In der Reihenfolge nach Anzahl der Außenlager: Stutthof (210), Dachau (152), Buchenwald (136), Groß-Rosen (100), Sachsenhausen (85), Neuengamme (83), Flossenbürg (83), Natzweiler (52), Auschwitz (47), Mauthausen (45), Mittelbau-Dora (39), Ravensbrück (31) 8, Hinzert (29), Vaivara (21), Kauen (17), Riga (16), Herzogenbusch (13), Lublin/Majdanek (6), Plaszow (6), Bergen-Belsen (3). Keine Außenlager besaßen: Niederhagen/Wewelsburg, Arbeitsdorf und Warschau.
Die folgenden Listen beinhalten Außenkommandos und Außenlager der Stammlager:
1. Liste der Außenlager des KZ Auschwitz I
2. Liste der Außenlager des KZ Buchenwald
3. Liste der Außenlager des KZ Dachau
4. Liste der Außenlager des KZ Flossenbürg
5. Liste der Außenlager des KZ Groß-Rosen
6. Liste der Außenlager des KZ Hinzert
7. Liste der Außenlager des KZ Majdanek
8. Liste der Außenlager des KZ Mauthausen
9. Liste der Außenlager des KZ Mittelbau
10. Liste der Außenlager des KZ Natzweiler-Struthof
11. Liste der Außenlager des KZ Neuengamme
12. Liste der Außenlager des KZ Ravensbrück
13. Liste der Außenlager des KZ Riga-Kaiserwald
14. Liste der Außenlager des KZ Sachsenhausen
15. Liste der Außenlager des KZ Stutthof

## Medien

### Film
- Schindlers Liste, 1993, ausgezeichnet mit sieben Oscars, Regisseur Steven Spielberg

### Internet
- Nebenlager oder Außenkommandos KZ-Gedenkstätte Natzweiler-Struthof
- Die Außenlager des KZ Flossenbürg KZ-Gedenkstätte Flossenbürg
- Barbara Diestel, Wolfgang Benz: Das Konzentrationslager Dachau 1933 – 1945. Geschichte und Bedeutung. Hrsg.: Bayerische Landeszentrale für politische Bildungsarbeit. München 1994 (Außenkommandos (Memento vom 11. März 2007 im Internet Archive)).